# Impasse Lebouis
L'impasse Lebouis est une voie située dans le quartier de Plaisance du 14e arrondissement de Paris.

## Situation et accès
L'impasse Lebouis est desservie par la ligne 13 à la station Gaîté.

## Origine du nom

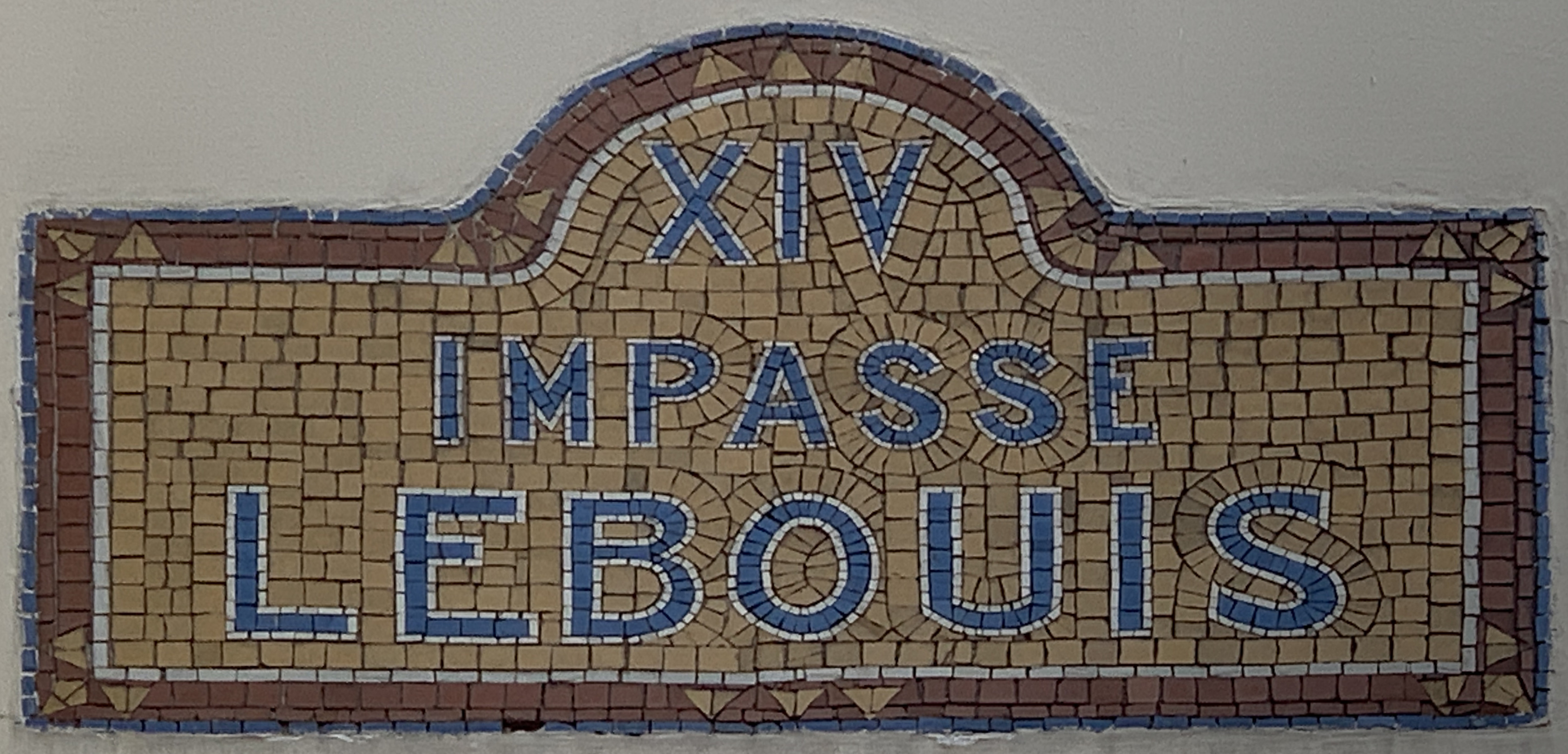
Plaque de l'impasse.

Elle porte le nom d'un ancien propriétaire, en raison de sa proximité avec la rue éponyme.

## Historique
Ouverte au XIXe siècle sous le nom d'« impasse Dupuis », elle change de nom par un arrêté municipal du 1er février 1877, en raison du voisinage de la rue Lebouis, dans laquelle elle donne.

## Bâtiments remarquables et lieux de mémoire
- Au no 2, l'immeuble construit en 1913 par l'architecte Émile Molinié est classé depuis 1982 aux monuments historiques[2]. Le magazine Actuel y eut sa rédaction au début des années 1970. Il hébergeait de 2003 à 2018 la fondation Henri Cartier-Bresson qui organise des expositions et gère le fonds de l'artiste.

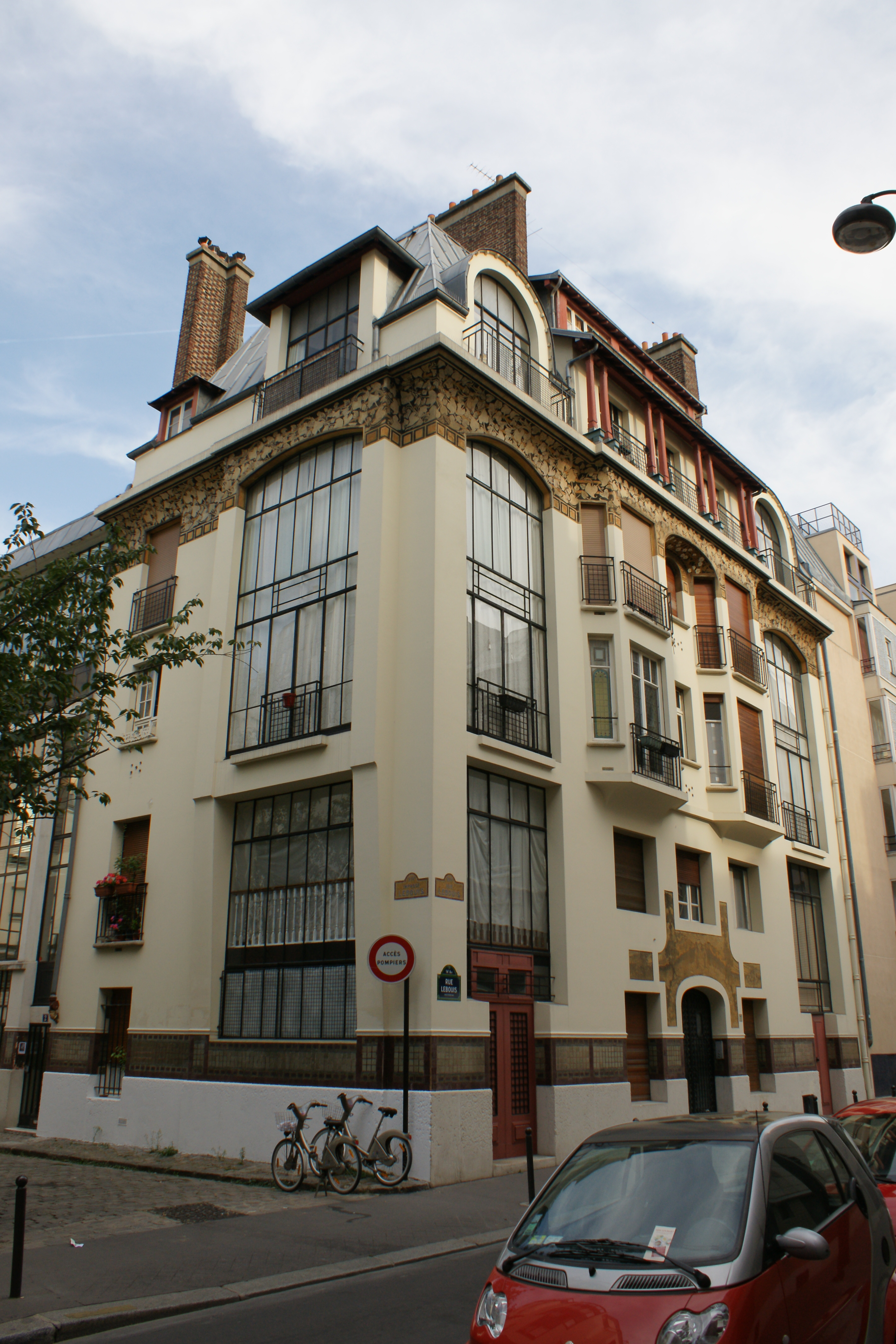
Immeuble 1910, rue Lebouis.